# Dryadella edwallii
Dryadella edwallii es una especie de orquídea de hábitos epifitas.

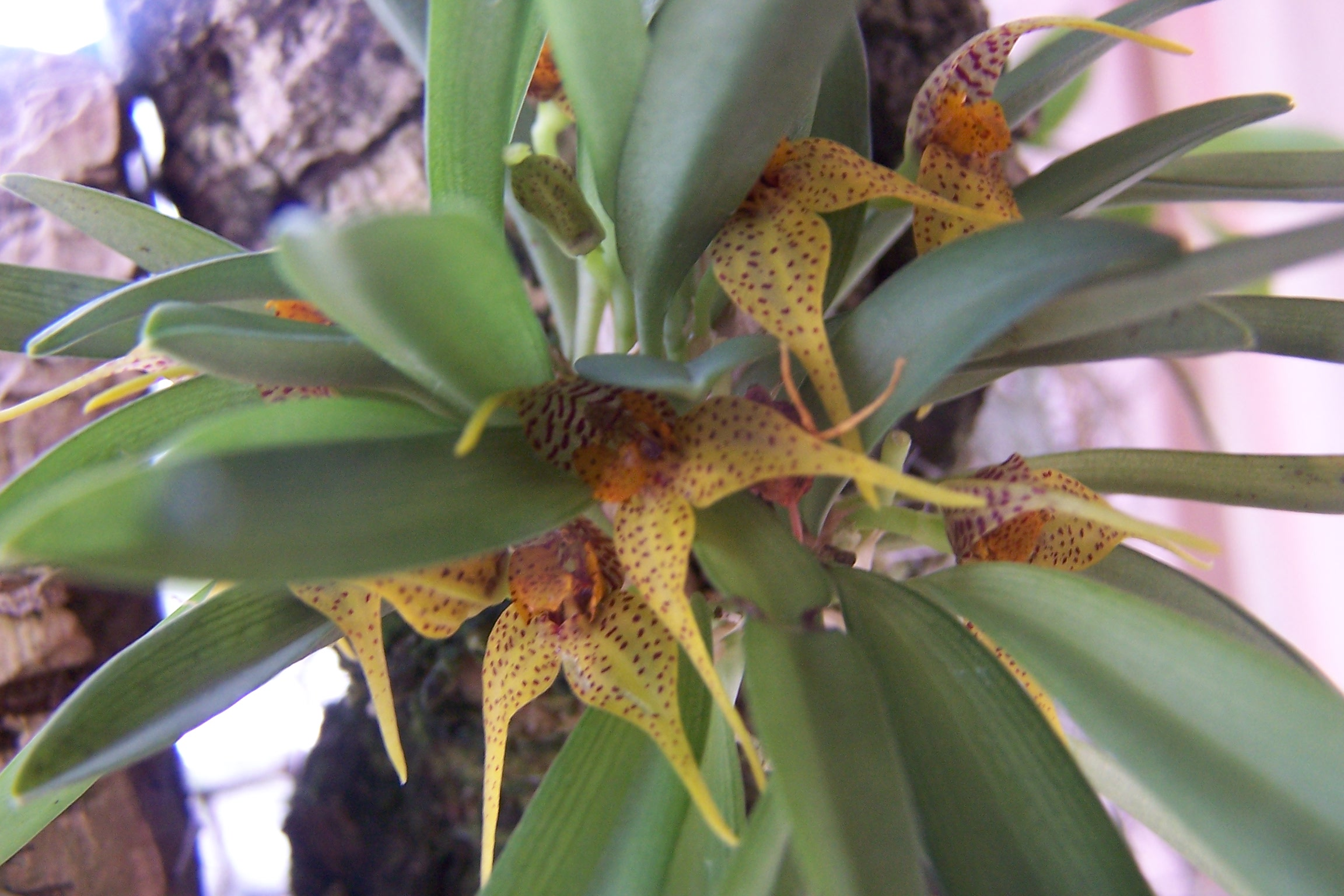
Detalle de la flor

## Descripción
Es una orquídea de pequeño tamaño, de hábito creciente epífita  con ramicaules erectos envueltos basalmente por 2-3 vainas delgadas y tubulares y que llevan una sola hoja, apical, erecta, coriácea, linear-espatulada, obtusa, de color verde oscuro y con estrechamiento abajo en la base. Tiene una inflorescencia corta de 2 cm que surge de la base de la hoja con mayor frecuencia durante el verano, pero es posible en otras épocas del año.

## Distribución y hábitat
Se encuentra en Brasil en elevaciones alrededor de 1.300 metros.

## Taxonomía
Dryadella edwallii fue descrito por (Cogn.) Luer y publicado en Selbyana 2: 208. 1978.
Etimología
Dryadella: nombre genérico que hace una referencia a las mitológicas dríadas, ninfas de los bosques.
edwallii: epíteto otorgado en honor del botánico sueco Gustaf Edwall.
Sinonimia
- Masdevallia edwallii Cogn. (Basónimo)[1][3][4]